# Johann Schwarzhuber
Johann Schwarzhuber, född 29 augusti 1904 i Tutzing, död 3 maj 1947 i Hameln, var en tysk SS-Obersturmführer och koncentrationslägervakt. Han var från 1938 till 1945 verksam i bland annat Dachau, Sachsenhausen, Auschwitz-Birkenau och Ravensbrück. I de två sistnämnda lägren var han Schutzhaftlagerführer, vilket innebar att han var lägrets operative chef och lägerkommendantens adjutant.
Vid den första Ravensbrückrättegången 1946–1947 dömdes Schwarzhuber till döden och avrättades genom hängning